# Mathieu Ficheroux
Matheus Josephus Lambertus (Mathieu) Ficheroux (Rotterdam, 22 april 1926 - Rotterdam, 11 oktober 2003) was een Nederlandse kunstenaar, die werkte als beeldhouwer, glasschilder, schilder, tekenaar, wandschilder, en installatiekunstenaar. Hij wordt beschouwd als een van de toonaangevende Nederlandse kunstenaars uit het tweede deel van de 20e eeuw.
Ficheroux is vooral bekend van zijn werk uit de jaren zestig. Hij maakte in die tijd "roze en bruine schilderijen, objecten van kunststof en lichtreliëfs (sleeping pieces), waarin erotiek en vervreemding belangrijke thema's waren."

## Biografie
Ficheroux studeerde van 1945 tot 1949 aan de Academie voor Beeldende Kunsten, nu Willem de Kooning Academie, in Rotterdam, waar hij afstudeerde op de afdeling reclame en publiciteit.
Na zijn afstuderen in 1949 begon Ficheroux als docent modefotografie aan de Academie voor Beeldende Kunsten, waar hij in dienst bleef tot 1953. In 1955 begon hij als zelfstandig kunstenaar te schilderen en vanaf 1960 richtte hij zich ook op beeldhouwen. Zijn stijl van schilderen ontwikkelt zich met de jaren: in de jaren zestig maakte hij abstract expressionistische schilderijen, in de jaren zeventig "slechte" schilderijen en in de jaren tachtig lijnschilderijen.

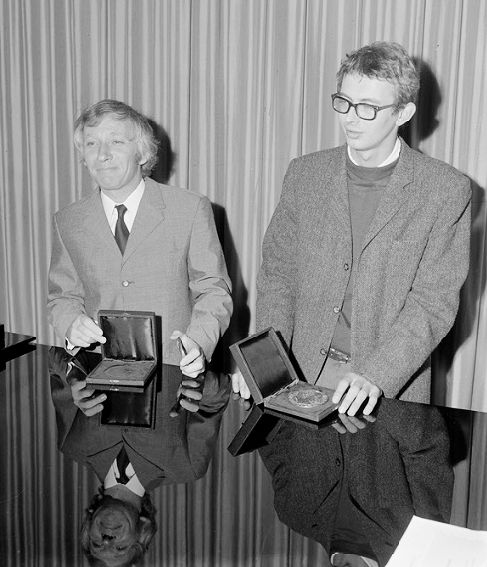
Ficheroux (links) ontvangt de Hendrik Chabot Prijs, 1969

In 1969 kreeg hij de Hendrik Chabot Prijs. In hetzelfde jaar nam hij deel aan een beeldententoonstelling aan de Universiteit Twente met onder andere ook werk van Woody van Amen en Jan van Munster. Vanaf 1985 werd zijn werk enige tijd vertegenwoordigd door Cockie Snoei. In 2008 hield het Chabot Museum in Rotterdam een retrospectief van zijn werk. Ficheroux was goed bevriend met Hans Verweij.

## Werk
Het werk van Ficheroux wordt gekenmerkt door een zorgvuldig overwogen ontwerp en perfecte uitvoering, waar bewust elementen van vervreemding en beschadiging aan zijn toegevoegd. Zo ontwierp hij een monument voor Rotterdam voor Louis Davids; een zorgvuldig vervaardigde 78-rpm langspeelplaat met een afgebroken helft als dramatisch accent. In 1988 ontwierp hij ook de Anna Blaman-prijs voor Jules Deelder. Deze bestond uit een zuiver wit zijden overhemd met een inktvlek, die deel uitmaakte van het object.
In 1975 werd zijn bekendste werk in de openbare ruimte onthuld; een muurschildering van Multatuli op de Mauritsweg boven de boekwinkel Woutertje Pieterse, een karakter in het werk van Multatuli. De muurschildering bevat het citaat van Multatuli: Van de maan af gezien zijn we allen even groot. Nadat het oorspronkelijke gebouw in 1985 was gesloopt, is de muurschildering in 1987 geplaatst op zijn huidige locatie op de hoek van de Mauritsweg en de Van Oldenbarneveltstraat.
In 1992-93 maakte Ficheroux enige grote muurschilderingen in de voormalige directiekantoren in Hotel New York. In 1993 ontwierp hij het sculptuur Vergeten Bombardment ter herinnering aan de Bombardement op Rotterdam-West op 31 maart 1943.

## Galerij

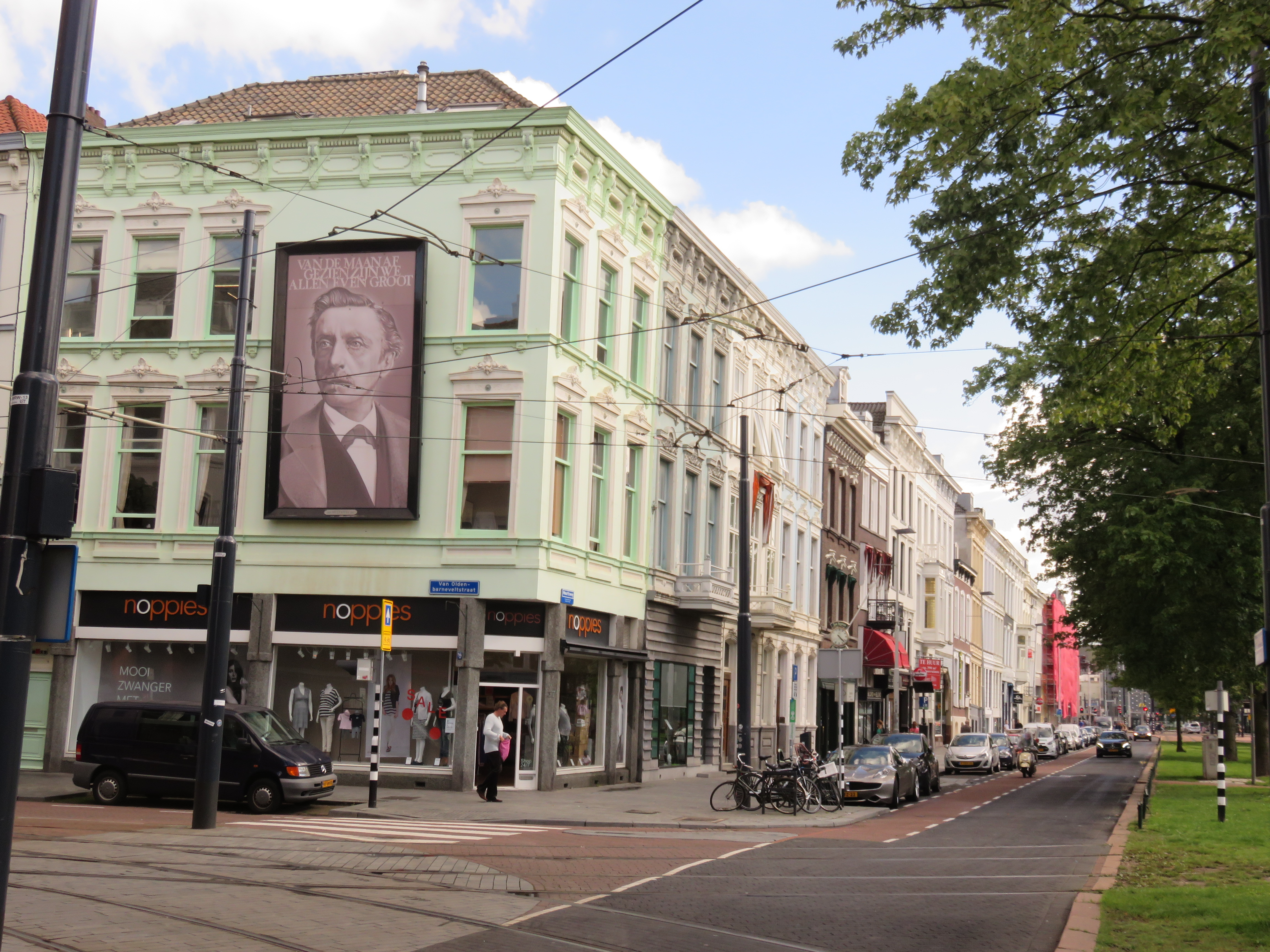
Portret van Multatuli (1975), Rotterdam
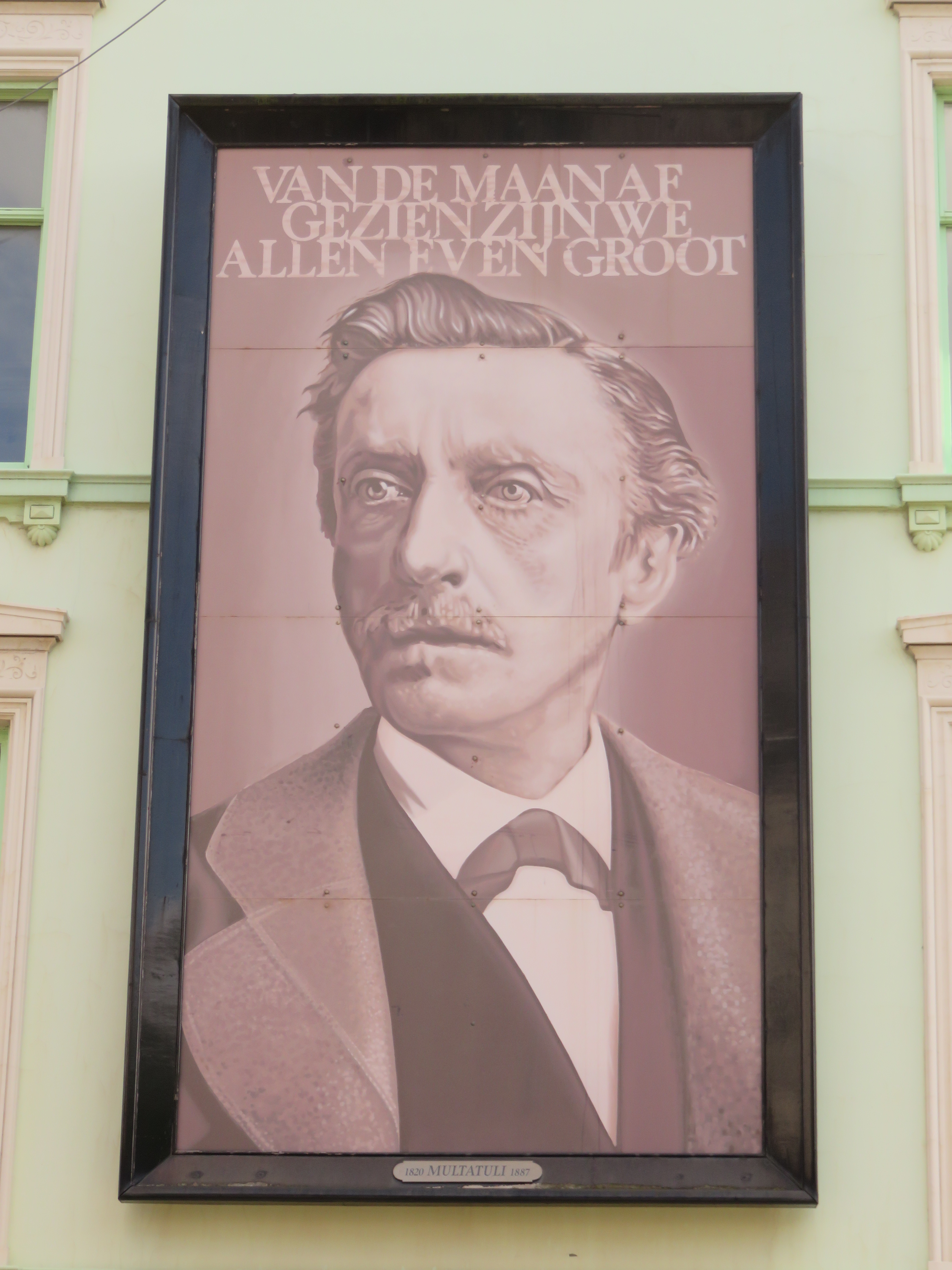
Portret van Multatuli (1975), Rotterdam
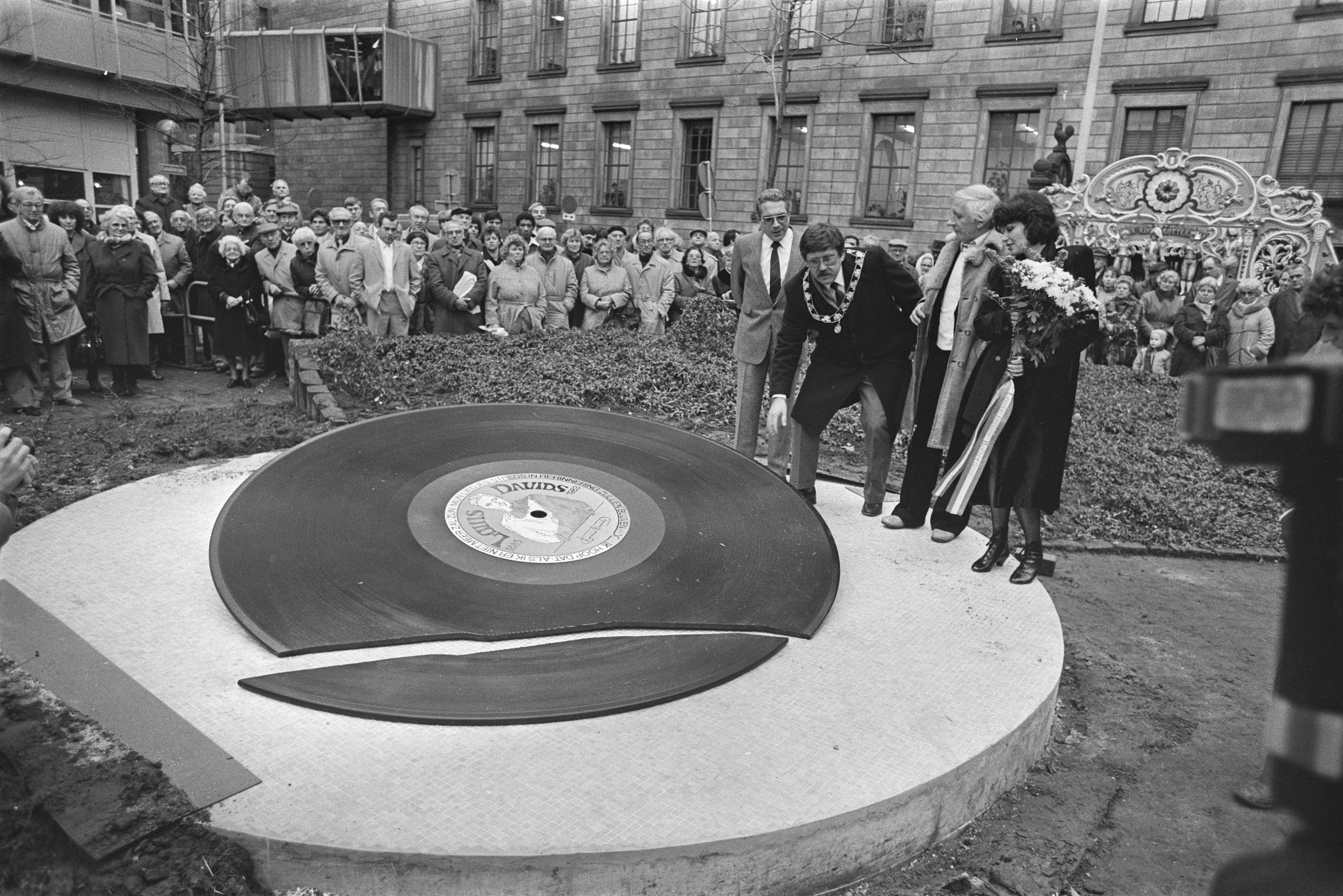
Disclosure Louis Davids monument in Rotterdam, 1984
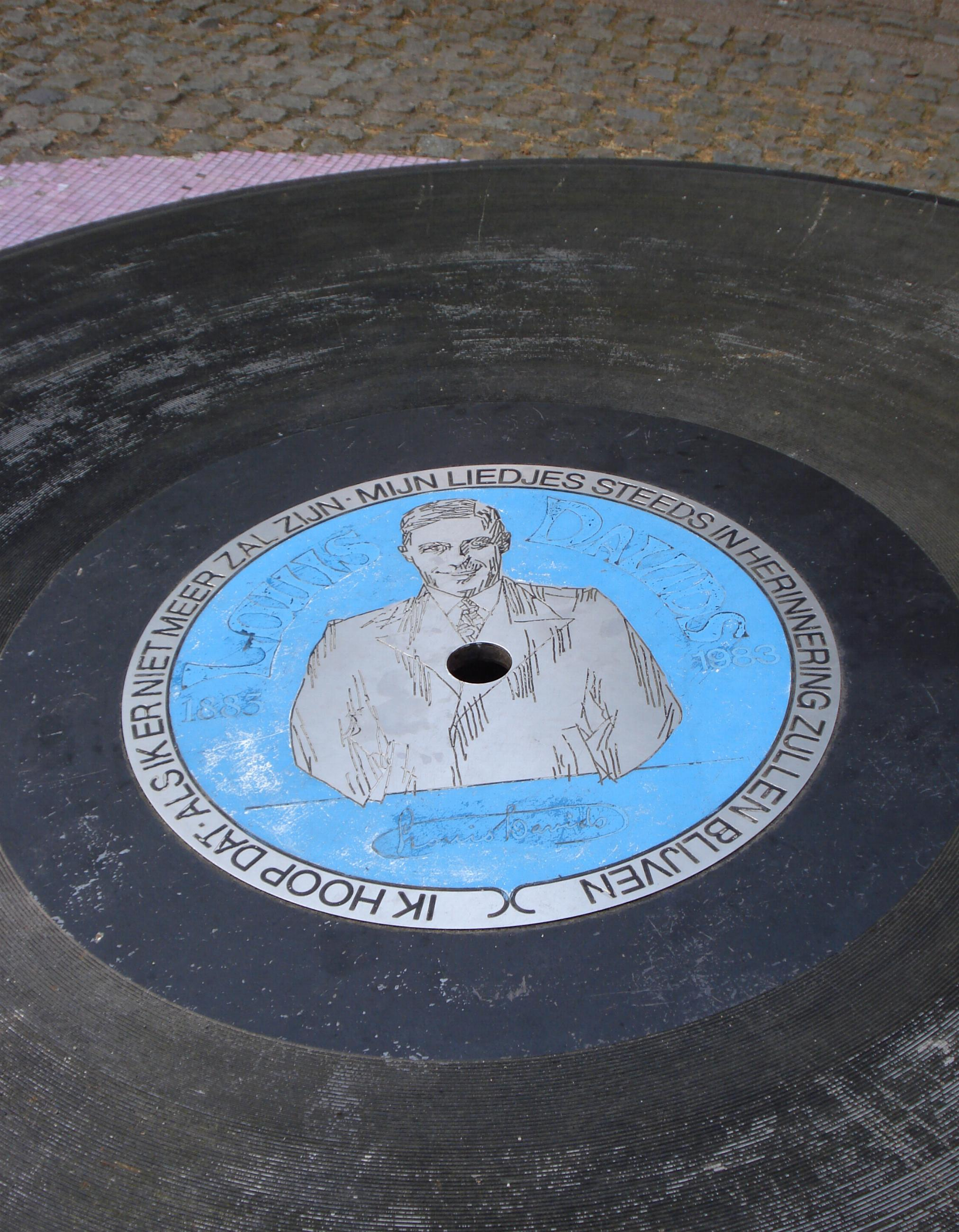
Louis Davids monument (1984), detail
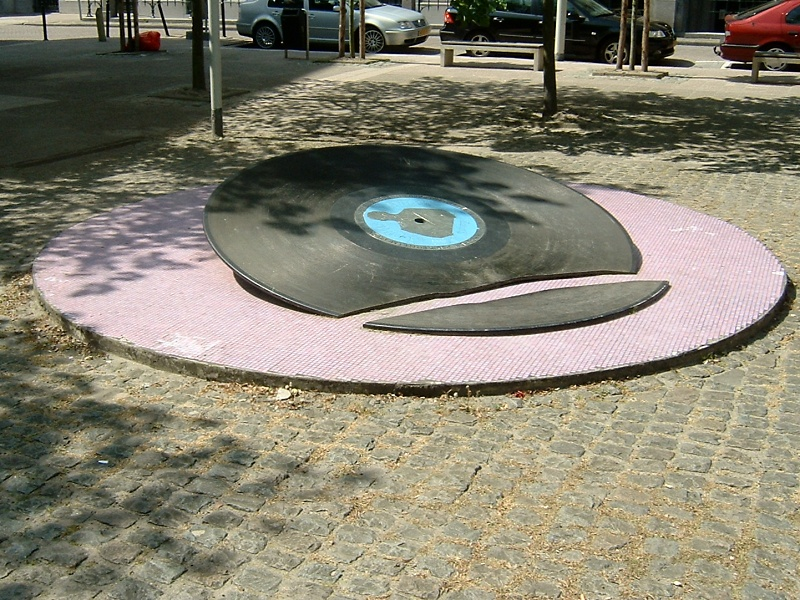
Monument Louis Davids in 2005.
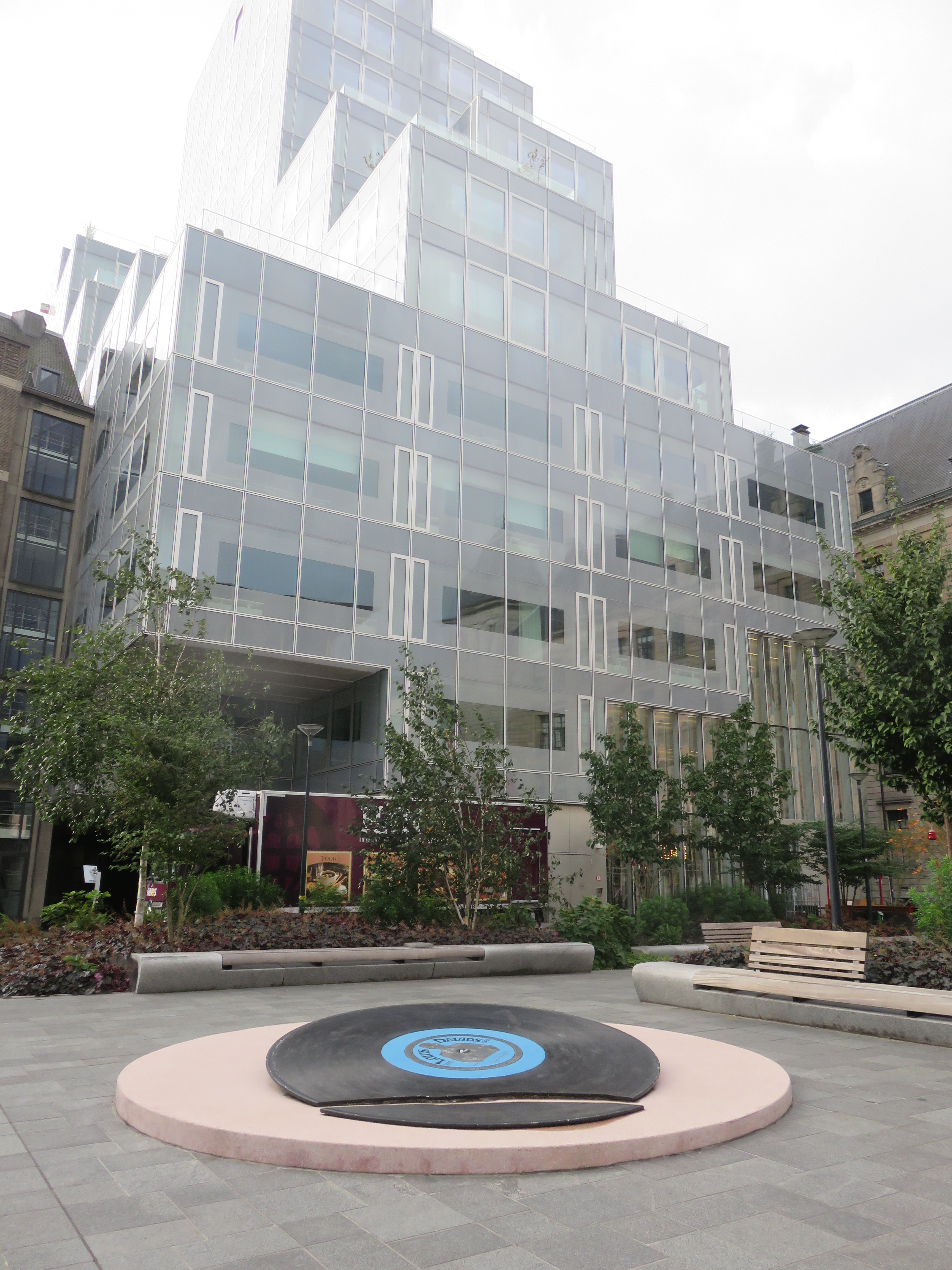
Locatie Louis Davids monument, 2018
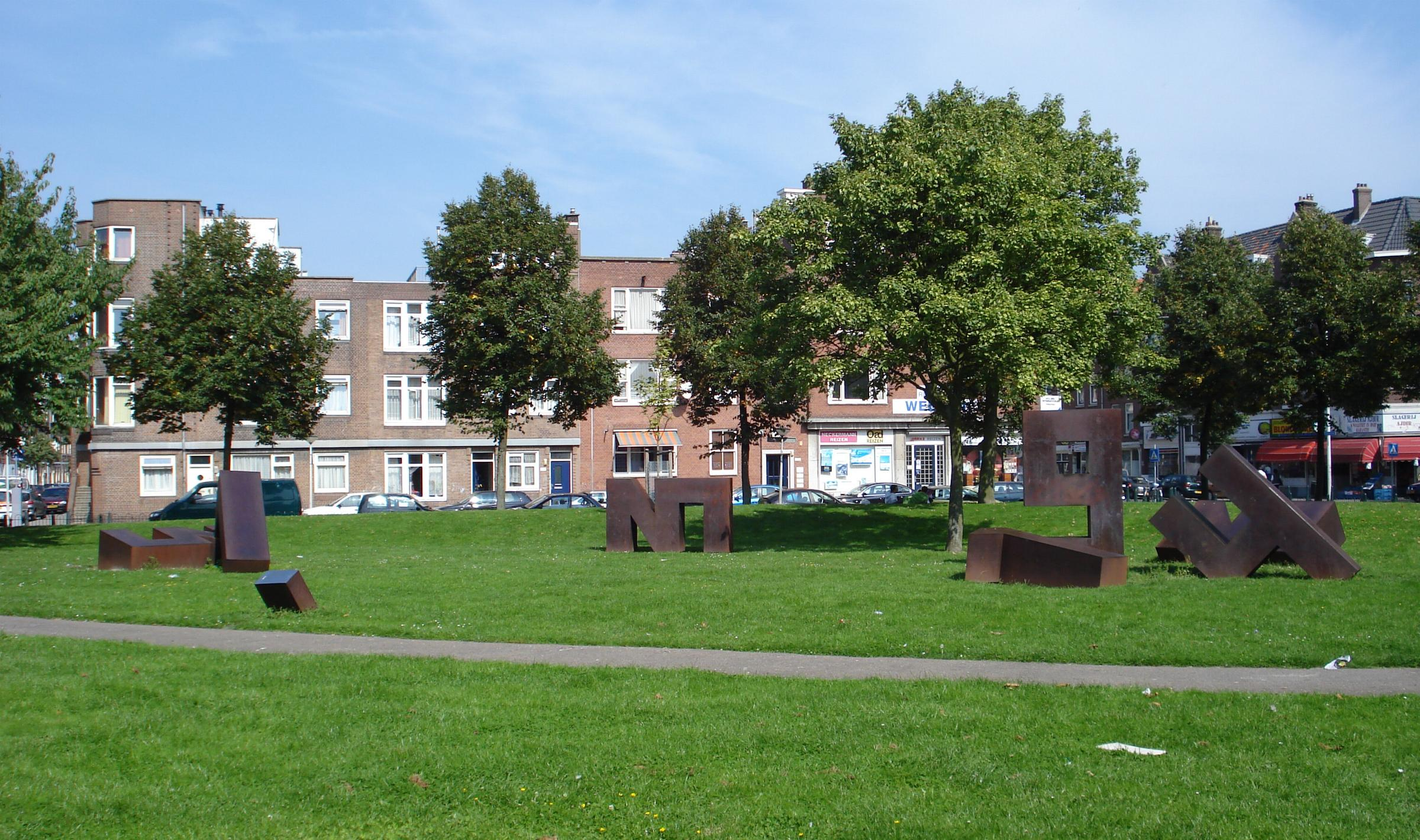
Vergeten bombardement (1993), Rotterdam.

## Publicaties
- Jan Donia. Mathieu Ficheroux, maker, melancholicus. Artemis, 2008.